# Conozoa
Conozoa é um género de insecto da família Acrididae.
Este género contém as seguintes espécies:
- Conozoa hyalina